# Ponte Nizza
Ponte Nizza – miejscowość i gmina we Włoszech, w regionie Lombardia, w prowincji Pawia.
Według danych na rok 2004 gminę zamieszkiwały 864 osoby, 37,6 os./km².